# Le avventure di Tom Sawyer
Le avventure di Tom Sawyer (The Adventures of Tom Sawyer) è un romanzo per bambini e adulti dello scrittore statunitense Mark Twain pubblicato nel 1876; si tratta della prima di quattro opere collegate tra loro, la seconda delle quali, sorta di seguito ideale, è Le avventure di Huckleberry Finn, la terza e la quarta (molto meno note) Tom Sawyer Detective e  Tom Sawyer Abroad. 
Sono raccontate le avventure di un ragazzo che vive nel sud degli Stati Uniti d'America, in un periodo di tempo di poco precedente alla guerra di secessione, ed è ambientato nella cittadina fittizia di St. Petersburg in Missouri, sulle rive del grande fiume Mississippi. Luoghi e persone sono in parte autobiografici, ispirati quindi alla vita di Twain, alla sua famiglia ed agli amici d'infanzia. Mark Twain (pseudonimo di Samuel Langhorne Clemens) dice testualmente di questo libro:
(Mark Twain, Prefazione dell'Autore a "Le avventure di Tom Sayer", 1876, ISBN 88-519-5002-4)

## Trama

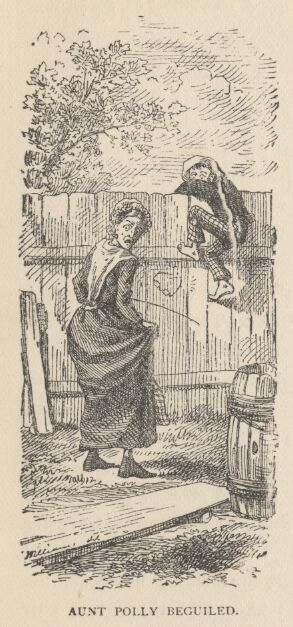
Tom riesce a fuggire dall'ira della zia.

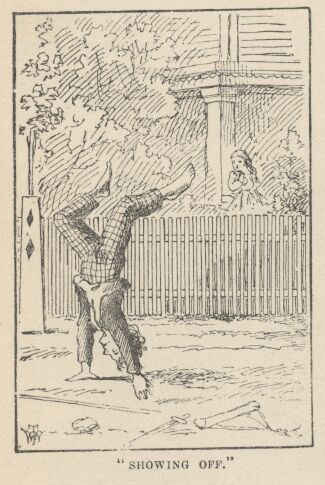
Tom fa le capriole davanti al giardino del giudice Thatcher per farsi notare da Becky.

Tom Sawyer è un ragazzo ribelle e amante dell’avventura, sempre in cerca di divertimento e sotterfugi per evitare la scuola e i lavori domestici. Vive con la zia Polly, il fratellastro Sid e la cugina Mary. Tra le sue imprese più famose c’è quella in cui convince gli amici a dipingere una staccionata al posto suo, facendogli credere che sia un’attività divertente. Tom è grande amico di Huckleberry Finn, un ragazzo orfano e senza regole, con cui si caccia spesso nei guai. Una notte, i due assistono a un omicidio nel cimitero: il crudele Joe l’Indiano uccide il dottor Robinson e incastra un uomo innocente, Muff Potter. Spaventati, giurano di non dire nulla, ma Tom, tormentato dai sensi di colpa, alla fine testimonia in tribunale, facendo scagionare Muff. Joe l’Indiano riesce però a fuggire. Tom vive anche una storia d’amore infantile con Becky Thatcher, una nuova arrivata in città. I due litigano, ma si riconciliano quando si perdono insieme in una grotta. Lì dentro, Tom scopre che anche Joe l’Indiano si nasconde nei cunicoli, ma riesce a fuggire con Becky. In seguito, la grotta viene sigillata, intrappolando Joe all’interno, condannandolo a una morte terribile. Infine, Tom e Huck trovano il tesoro nascosto di Joe l’Indiano, diventando ricchi. Tuttavia, mentre Huck preferisce continuare la sua vita libera e selvaggia, Tom è felice di rimanere nella società, sognando sempre nuove avventure. Il romanzo è una celebrazione della libertà dell’infanzia, dell’amicizia e dell’ingegno, con un mix di avventura e umorismo tipico di Mark Twain.

### Capitolo III
La zia, stupefatta per la diligenza dimostrata da Tom, lo premia con una mela. Nuovamente libero, può tornare finalmente in strada a divertirsi, non prima però d'essersi vendicato di Sid facendolo cadere e sporcandogli di terra tutto il vestito. Assieme all'amico Joseph (Joe) Harper, Tom assume il comando di un esercito iniziando ad impegnarsi in battaglia. Soddisfatto e vittorioso, passando davanti all'abitazione del giudice Thatcher intravede una ragazzina bionda dagli occhi azzurri mai vista prima, rimanendone letteralmente innamorato a prima vista.
Inizia così a farsi notare compiendo davanti ai suoi occhi ogni tipo di eccentricità da oltre la siepe ma, con sua somma delusione, la bambina finge inizialmente di non accorgersi di lui; però, fermatasi sulla soglia di casa, si volta d'improvviso gettandogli un fiore. Tom se lo appunta immediatamente all'occhiello, per passare poi tutta la sera ad andare avanti e indietro davanti al cancello di casa della ragazza.

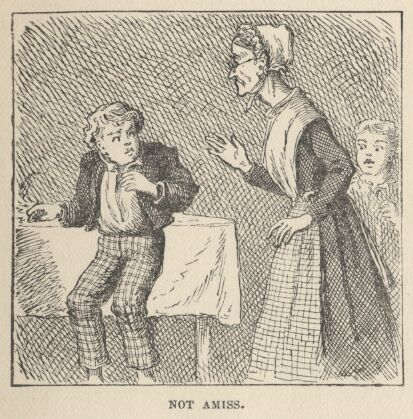
Tom punito ingiustamente.

Tornato a casa molto eccitato, durante la cena, mentre zia Polly non c'è, Sid rompe il vaso dello zucchero; quando la vecchia signora ritorna, vedendo il danno fatto tira subito - senza neppure pensarci - uno schiaffo a Tom essendo convinta fosse stato lui: protestando tutta la propria innocenza Tom rimane a terra in un angolo, masticando il proprio amaro dolore a terra. Immagina che se fosse morto annegato ecco che allora la zia avrebbe dovuto piangere di rimorso e chiedere perdono per l'ingiustizia commessa: lui però sarebbe rimasto impassibile, rigido.
Mentre la cugina Mary torna dalla campagna, Tom continua a tenere il broncio e quella sera se ne va davanti alla casa di Jeff Thatcher, il padre di Becky; come è entrato in giardino, immagina di morire suscitando l'estrema compassione della piccola Becky; ma in quel frangente riesce ad ottenere solamente una secchiata d'acqua ghiacciata gettata fuori dalla finestra della casa. Avvilito, se ne va a letto

### Capitolo IV

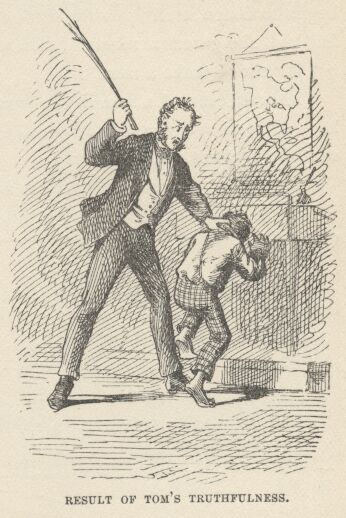
Il maestro prende Tom a frustate.

La mattina dopo vediamo Tom impegnato ad imparare i versetti della Bibbia per la scuola domenicale; Mary gli offre il proprio aiuto cercando di motivarlo promettendogli come ricompensa per la sua diligenza un coltellino svizzero. All'ingresso della chiesa scambia diversi oggetti contro i buoni-punto che sono stati consegnati ai bambini che hanno avuto la bravura di memorizzare molti brani biblici; riesce così ad accumularne abbastanza da poter rivendicare il premio assegnato a chi abbia imparato almeno duemila versi.
Il sovrintendente della scuola, Mr. Walters sta conducendo la sessione di recita pubblica davanti ad eminenti visitatori, tra cui proprio il giudice Thatcher accompagnato dalla moglie e la figlioletta. Walters è così ansioso di impressionare i suoi visitatori che quando Tom viene a presentare i punti acquisiti e quindi a rivendicare il premio, mette a tacere la sua sorpresa e sospetto. I compagni di Tom intanto capiscono di essere stati ingannati ed aver contribuito a loro spese al momento di gloria di Tom alla presenza di ospiti importanti. Questa gloria sarà però di breve durata; a Tom, che ha già ricevuto la sua Bibbia, viene chiesto dal giudice di dare una dimostrazione della sua conoscenza. Chiestogli quali siano i primi due apostoli Tom, dopo un attimo d'esitazione, trionfante esclama: "Davide e Golia! L'autore scrive: "La carità ci costringe a calare il sipario sul resto della scena. »

### Capitolo V
Più tardi Tom è seduto in chiesa accanto a Sid, Mary e zia Polly durante il sermone del reverendo Sprague; il ragazzo, che si sta annoiando a morte, si mette a giocherellare con un animaletto. Dopo averlo pizzicato, l'animaletto riesce a sfuggirgli di mano; raggiunto il centro della navata, un cane lo scorge e comincia ad inseguirlo dappertutto. Il parroco imperterrito davanti a tanto trambusto continua impassibile la propria omelia: la fine della funzione è pertanto un sollievo per tutte le persone presenti.

## Personaggi

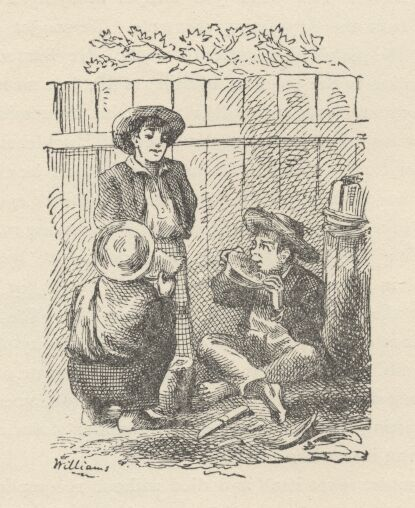
Tom e i suoi amici.

### Ragazzi
- Tom (Thomas) Sawyer

Il giovane protagonista del romanzo, ha i capelli bruni, un cappello da contadino ben calcato in testa e le guance piene di lentiggini. È un ragazzino molto vivace e fin troppo discolo, un bambino che sa vivere a suo modo la propria infanzia facendo a volte disperare la zia.
- Huck (Huckleberry) Finn

Fido compagno di mille avventure, il grande amico di Tom. Vive dentro un barile libero da qualsiasi imposizione, in quanto è orfano e nessuno lo controlla; era figlio di un vecchio ubriacone e d'estate dorme come un perfetto vagabondo sotto le stelle, tutti gli adulti lo odiano e lo considerano un fannullone e lo tengono alla larga dai bambini. Partecipa con Tom alla grande caccia al tesoro che li renderà ricchi, ma rifiuterà infine di sacrificare la propria libera vita errante, anche a costo di perdere gloria e benessere materiale: solo la promessa di poter partecipare a nuove avventure lo convince a tornare temporaneamente alla “civiltà”.
- Sid (Sidney) Sawyer

Fratellastro di Tom, probabilmente hanno lo stesso padre, anche se non viene mai detto espressamente. Descritto come il classico ragazzo modello, sempre educato e ben vestito, l'esatta antitesi di Tom; ha però la brutta abitudine di andar a denunciarlo alla zia ogni qualvolta commette qualche marachella. Viene in ogni caso sempre facilmente ingannato da Tom.
- Joe Harper

amico del cuore di Tom ,il terzo del gruppo dopo Huck.
- Jim

Un ragazzino nero, più o meno dell'età di Tom e suo amico e compagno di giochi, che lavora alle dipendenze della zia Polly nella sua fattoria. Si tratta di uno schiavo (vedi Schiavitù negli Stati Uniti d'America); ha una grande passione per il canto.
- Alfred Temple

un signorino molto a modo trasferitosi recentemente da Saint Louis; ha vestiti molto belli. Tom lo picchia quando si scontra col nuovo arrivato per la prima volta. Più tardi, Becky flirta con lui per fare ingelosire Tom e Alfred rovina di nascosto con l'inchiostro l'abbecedario di Tom.
- Ben Rogers: compagno di scuola e amico di Tom. Viene ingannato da Tom per dipingere la staccionata.
- Johnny Miller: un altro compagno di Tom. Viene ingannato da Tom per dipingere la staccionata. È il fratello di Grace Miller.
- Billy Fiher: un altro compagno di Tom. Viene ingannato da Tom per dipingere la staccionata.
- Jeff Thatcher: amico di Tom e cugino di Becky. Tom cerca di ottenere informazioni su Becky da lui quando lei è malata.
- Willie Mufferson: il ragazzo-modello dell'intero paese; sempre molto corretto e ben educato, tutti gli altri ragazzi lo disprezzano altamente.

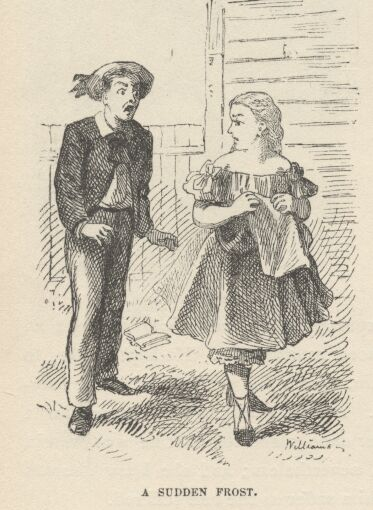
Tom e Becky.

### Ragazze
- Mary: cugina più grande di Tom; dolce e gentile, si preoccupa sempre molto per lui. Non si conosce l'età precisa, ma pare esser l'unica persona in grado di motivare positivamente Tom, mostrando così di avere una gran influenza su di lui avendo la capacità di farsi obbedire.
- Amy (Amanda) Lawrence: il grande amore di Tom prima che Becky giungesse in città; Tom la "usa" per far ingelosire l'amata.

Il primo amore di Tom, verrà scaricata da quest'ultimo dopo aver conosciuto Becky. Continueranno comunque ad essere ottimi amici.
- Becky (Rebecca) Thatcher:

Una bambina di appena nove anni, bionda e con gli occhi azzurri; timida, debole e dipendente dagli altri. Tom le dichiara l'amore che prova nei suoi confronti e non esiterà a farsi punire al suo posto; il suo ruolo è essenzialmente quello d'esser corteggiata dal ragazzo e di reagire alle sue marachelle.
- Grace Miller: La sorella di Johnny Miller.

### Adulti
- Zia Polly: Sorella della madre defunta di Tom, descritta come "una vecchia signora con un gran cuore" ma anche con un carattere autoritario: per questo non esita a punire Tom per ogni sua piccola birbanteria, salvo poi provare un senso di rimorso dopo avergli inflitto la punizione. Questo crea un circolo vizioso nel rapporto con il nipote: più lei lo punisce, più lui inventa stratagemmi per ribellarsi.
- Muff Potter: il vecchio ubriacone del paese; un uomo gentile accusato ingiustamente per l'omicidio del dottor Robinson, notizia che lo rende uno dei personaggi adulti più importanti nella seconda parte del romanzo.
- Giudice Thatcher: il padre di Becky, una persona importante. Tom guadagna il suo rispetto dopo che questi salva la vita di Becky all'interno della grotta.
- Joe L'Indiano: Si tratta di un pellerossa meticcio ed è l'unico vero cattivo presente nel libro, che attenta alla felice vita infantile di Tom e degli altri suoi amici: si tratta dell'adulto col ruolo più importante all'interno della storia. Feroce e crudele, non esita a diventare un assassino dichiarando poi il falso in tribunale sotto giuramento.
- Dottor Robinson: un giovane medico che ruba i corpi dalle tombe, fino a che non viene ucciso una notte dall'Indiano Joe.
- Il maestro Dobbins: un uomo alto e calvo, che per questo indossa una parrucca; è insoddisfatto di essere solo un misero insegnante di villaggio e vorrebbe poter diventare qualcuno di veramente importante, ad esempio un medico. Questa sua insoddisfazione lo rende ogni giorno più autoritario e perfino crudele, la cosa che più lo diverte è bastonare e frustare i ragazzi per ogni minima marachella. Per esempio, ha quasi piacere quando, un lunedì mattina, Tom arriva a scuola in ritardo cosicché lo può punire di santa ragione con delle frustrate. Oppure, quando scopre una pagina strappata in un libro che custodisce gelosamente in un cassetto della cattedra, passa in rassegna, in ordine, casuale, tutti gli alunni per trovare il colpevole. Quando arriva il turno di Becky Thatcher e Tom si addossa la colpa, il maestro è pieno di goduria a poterlo frustare più violentemente che mai e farlo restare  a scuola due ore in più.
- Vedova Douglas:Una ricca residente del villaggio in cui vive Tom; si tratta di una donna bella, dai modi dolci, gentili e pacati, di circa 40 anni che vive assieme alla sorella nubile, Miss Watson, in una grande casa situata a Cardiff Hill. Appare per la prima volta nel quinto Capitolo: verrà salvata da Huck dal tentativo di vendetta premeditato da Joe l'Indiano. In cambio, per sdebitarsi e in segno di gratitudine, prenderà l'orfano sotto il suo tetto, nel tentativo quantomai disperato di renderlo un perfetto ragazzino civile.
- Mr. Walters: L'insegnante della scuola domenicale, che ha una cattiva opinione di Tom. Rimane letteralmente scioccato quando Tom mostra di avere abbastanza biglietti-premio per ottenere una Bibbia gratuita.

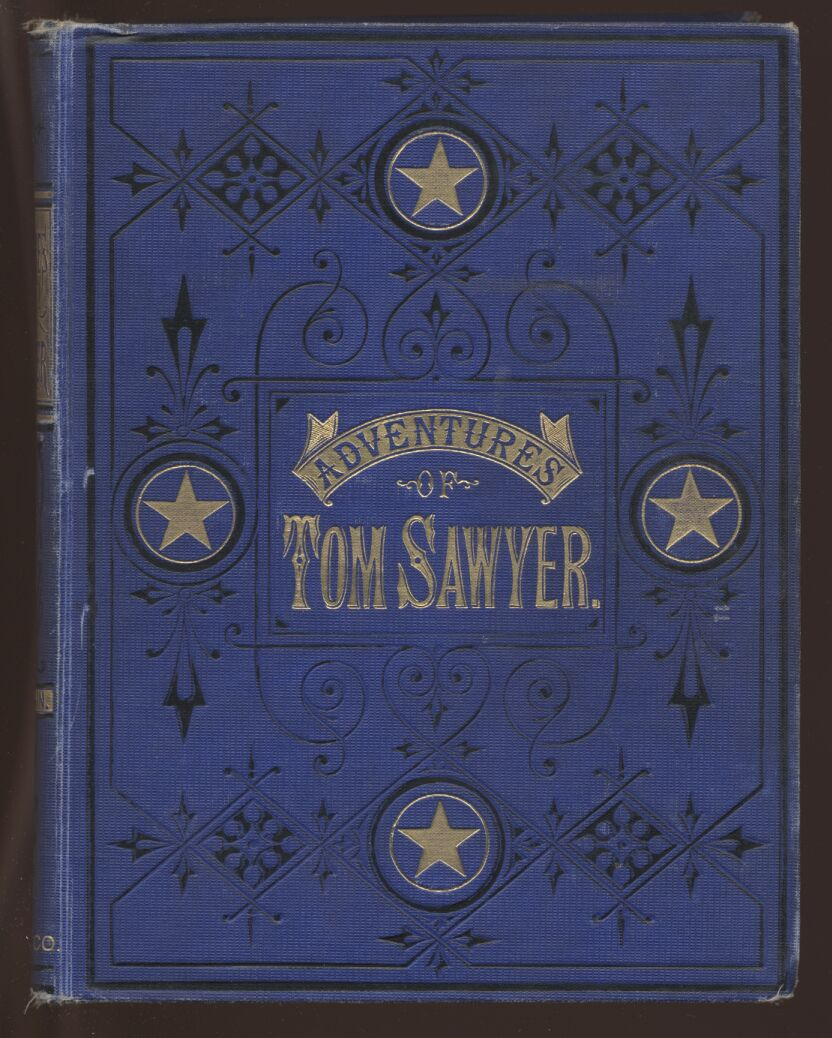
Copertina originale del libro

## Edizioni italiane
- trad. di Teresa Orsi e B.C. Rawolle, Bemporad, Milano 1909; 1930²
- trad. di R. Tonino, Minerva, Milano, 1934; Curcio, Roma, 1955
- trad. di C. S. Inisca, Corbaccio, Milano, 1938
- trad. di Tito Diambra, Corticelli, Milano, 1947; Mursia, Milano, 1961; 1998 (revisione di Anna Armanetti)
- trad. di Gian Dàuli, Lucchi, Milano, 1948
- trad. di Enzo Giachino, Einaudi, Torino, 1949 ISBN 978-88-06-17743-0
- trad. di Carlo De Mattia, Carroccio, Milano, 1953
- trad. di Olga Furst, Fabbri, Milano, 1953
- trad. di Gilbert Smith Meldrum, Ed. Mezzogiorno, Torino, 1964
- trad. di Camilla Zauli Naldi, Mursia, Milano, 1965
- trad. di Romualdo Bacci, Capitol, Bologna, 1965
- trad. di Gianni Celati, Rizzoli, Milano, 1979 ISBN 978-88-17-12671-7
- trad. di Bruno Oddera, Mondadori, Milano, 1982
- trad di Libero Bigiaretti, Giunti-Marzocco, Firenze, 1984
- trad. di Tullio Dobner, Peruzzo, Milano, 1985
- trad. di Roberto Piumini, Elle, Trieste, 1987
- trad. di Maria Silvi, Baldini e Castoldi, Milano, 1988
- trad. di Vincenzo Mantovani, Garzanti, Milano, 1989
- trad. di Ines Gnoli Lanzetta, Janus, Bergamo, 1967
- trad. di Marisa De Maria, Editoriale del drago, Milano, 1989
- trad. di Adriana Bottini, Frassinelli, Milano 1995; Mondadori, 2008 ISBN 978-88-04-58413-1
- trad. di Rossana Guarnieri, Fabbri, Milano, 2000
- trad. di Anna Maria Rimoaldi, Maria Bellonci, Gemini, Roma 2002
- trad. di Marco Rossari, la Repubblica, Roma, 2004
- trad. di Mariagrazia Bianchi Oddera, Newton Compton, Roma, 2007 ISBN 88-7983-946-2
- trad. di Sofia Sciarpina, B. C. Dalai, Milano, 2010 ISBN 978-88-607-3664-2
- trad. di Stella Sacchini, Feltrinelli, Milano, 2016 ISBN 88-0790-228-1
- trad. di  Enzo Giachino , Einaudi, Torino 2022 ISBN 978-88-06-25416-2

## Adattamenti
L'elenco è qui limitato agli adattamenti cinematografici e televisivi basati sul romanzo Le avventure di Tom Sawyer o ad esso ispirati. Il personaggio di Tom Sawyer è presente anche in altri romanzi di Mark Twain, o in opere di altri autori.
| Anno | Film | Note                                                              |
| ---- | --- | ----------------------------------------------------------------- |
| 1907 | Tom Sawyer |                                                                   |
| 1917 | Tom Sawyer |                                                                   |
| 1918 | Huck and Tom | Sequel di Tom Sawyer (1917)                                       |
| 1930 | Tom Sawyer |                                                                   |
| 1938 | Le avventure di Tom Sawyer (The Adventures of Tom Sawyer)                                                       |                                                                   |
| 1958 | Aventuras de Tom Sawyer                                                                                         | Serie televisiva                                                  |
| 1960 | The Adventures of Tom Sawyer                                                                                    | Serie televisiva                                                  |
| 1968 | Moartea lui Joe Indianul                                                                                        |                                                                   |
| 1968 | Les aventures de Tom Sawyer                                                                                     | Serie televisiva                                                  |
| 1973 | Tom Sawyer | Film televisivo                                                   |
| 1980 | Tom Story (Tomu Sōyā no bōken)                                                                                  | Serie animata tratta anche da Le avventure di Huckleberry Finn    |
| 1980 | Huckleberry Finn e i suoi amici (Huckleberry Finn and His Friends)                                              | Serie televisiva tratta anche da Le avventure di Huckleberry Finn |
| 1982 | Tom e Huck - Avventure sul Mississippi (Rascals and Robbers: The Secret Adventures of Tom Sawyer and Huck Finn) | Film televisivo                                                   |
| 1982 | Priklyucheniya Toma Soyera i Geklberri Finna                                                                    | Film televisivo                                                   |
| 1983 | Sawyer and Finn                                                                                                 | Film televisivo                                                   |
| 1986 | The Adventures of Tom Sawyer                                                                                    |                                                                   |
| 1990 | Il ritorno di Tom Sawyer (Back to Hannibal: The Return of Tom Sawyer and Huckleberry Finn)                      | Film televisivo                                                   |
| 1995 | Le avventure di Tom Sawyer e Huck Finn (Tom and Huck)                                                           |                                                                   |
| 1998 | The Animated Adventures of Tom Sawyer                                                                           | Film d'animazione                                                 |
| 1998 | The Modern Adventures of Tom Sawyer                                                                             | Uscito in homevideo                                               |
| 2000 | Tom Sawyer | Film d'animazione uscito in homevideo                             |
| 2001 | Mark Twain's Tom Sawyer                                                                                         | Uscito in homevideo                                               |
| 2011 | Tom Sawyer (Tom Sawyer)                                                                                         |                                                                   |
| 2012 | Tom und Hacke                                                                                                   |                                                                   |
| 2014 | Tom Sawyer & Huckleberry Finn                                                                                   |                                                                   |
| 2019 | Le avventure di Tom Sawyer                                                                                      | Serie animata                                                     |

## Influenza culturale
- Tom Sawyer compare tra i personaggi del film La leggenda degli uomini straordinari diretto da Stephen Norrington, dove è interpretato da Shane West, ed è un agente speciale dei servizi segreti americani. Spesso è evidente il contrasto tra i suoi metodi e quelli "da inglese" di Allan Quatermain.
- Il trio protagonista appaiono come personaggi nel film animato Le avventure di Mark Twain.
- Un brano del gruppo musicale canadese Rush è intitolata Tom Sawyer.
- È il libro regalato dall'angelo Clarence a George Bailey nel film La vita è meravigliosa.
- Le avventure di Tom Sawyer viene incrociato nel film Alice una vita sottosopra con Alyson Stoner.
- Nel 1938 uscì il film Le avventure di Tom Sawyer, basato su questo romanzo.
- Tom Sawyer viene citato nella serie televisiva The Big Bang Theory (Stagione 11, episodio 05).